# 中国银行外汇兑换券
中國銀行外匯兌換券（英語：Bank of China Foreign Exchange Certificate），俗稱「外匯兌換券」、「外匯券」，為中國銀行發行，曾在中華人民共和國境內流通、特定場合使用，面額與人民幣等值的一種特定貨幣，但不是另一種貨幣。分為1979年和1988年二個版本，外匯兌換券自1980年4月1日開始流通，1995年1月1日停止使用。

## 背景
20世紀70年代後期，隨著中华人民共和国旅游业的發展和對外經濟文化交流活動的不斷增加，來中國大陸的非中國大陸籍人士、華僑日漸增多，專門為他們服務的賓館、商店及其他服務部門也相應增加。由於中國大陸實行統一的人民幣市場，禁止外幣在國內市場流通。為盡可能控制外籍人士、華僑及駐華外交、商務機構人員從中國大陸出境時把持有的人民幣兌換為外幣的數量，防止非法倒匯炒匯，所以有發行外匯兌換券的需要。
外匯兌換券的兌換手續是：凡外籍人員、華僑入境時，所攜入的外幣、外匯可一次向中國銀行兌換成外匯券。出境時，如有剩餘外匯券，可向中國銀行兌換為外幣，但外匯券也允許自由攜出境外以後來華時可再攜入使用。
1979年和1988年版的兩種外匯券，共有7種面額：分別為一百元、五十元、十元、五元、一元、五角、一角；9個版別，外匯券正面為中國的風景名勝和中文“中國銀行外匯兌換券”的字樣及金額；背面為英文「BANK OF CHINA FOREIGN EXCHANGE CERTIFICATE」、中文「本券的元與人民幣等值。本券只限在中國境內指定範圍使用，不得掛失」和英文 "The yuan expressed in this certificate is equivalent in value to the Renminbi yuan. This certificate can only be used within China at designated place. No request to register its loss will be accepted by the Bank." 的字樣及金額。
在物質匱乏的年代，外國人、華人、華僑到中華人民共和國可用外幣兌換“外匯券”，並到特殊的地點，如友誼商店，購買當時人民幣無法購買的緊缺商品、奢侈品，在1990年代全面經濟改革之後終止。
随着1993年10月1日国务院正式颁布了《关于进一步改革外汇管理体制的通知》，宣布自1994年1月1日起取消外汇双轨制，中国银行在1993年12月30日宣布自1994年1月1日起停止发行外汇券。1995年1月1日，外匯券停止在市面上流通，由中國銀行回收，收兑截止日期为1996年6月30日。1996年7月1日起，外汇券丧失价值。外匯券設計精美，而且作為一種特殊的票據，現在已成為收藏的對象。

## 書法
紙幣中「中國銀行」四字是由郭沫若所題。

## 中國銀行外匯兌換券一覽表

### 角
| 幣值 | 圖案 | 說明 |
| 1角  |      | 正面為黃果樹瀑布圖和中文「中國銀行外匯兌換券」的字樣及金額，紅棕色調；背面為英文「BANK OF CHINA FOREIGN EXCHANGE CERTIFICATE」、中文「本券的元與人民幣等值。本券只限在中國境內指定範圍使用，不得掛失」和英文 "The yuan expressed in this certificate is equivalent in value to the Renminbi yuan. This certificate can only be used within China at designated place. No request to register its loss will be accepted by the Bank." ，紅棕色調；該幣於1980年4月1日發行，1995年1月1日停用。版刻年號為“1979”年。冠號為紅二字冠、六號碼。票幅尺寸為128 × 48 公釐(5.04 × 1.89 吋)。           |
| 5角  |      | 正面為北京天壇圖和中文「中國銀行外匯兌換券」的字樣及金額，藍紫色調；背面為英文「BANK OF CHINA FOREIGN EXCHANGE CERTIFICATE」、中文「本券的元與人民幣等值。本券只限在中國境內指定範圍使用，不得掛失」和英文 "The yuan expressed in this certificate is equivalent in value to the Renminbi yuan. This certificate can only be used within China at designated place. No request to register its loss will be accepted by the Bank." 的字樣及金額，藍紫色調；該幣於1980年4月1日發行，1995年1月1日停用。版刻年號為“1979”年。冠號為紅二字冠、六號碼。票幅尺寸為134 × 52 公釐(5.28 × 2.05 吋)。 |

### 元
| 幣值  | 圖案 | 說明 |
| 1元   |      | 正面為杭州三潭印月圖和中文「中國銀行外匯兌換券」的字樣及金額，藍綠色調；背面為英文「BANK OF CHINA FOREIGN EXCHANGE CERTIFICATE」、中文「本券的元與人民幣等值。本券只限在中國境內指定範圍使用，不得掛失」和英文 "The yuan expressed in this certificate is equivalent in value to the Renminbi yuan. This certificate can only be used within China at designated place. No request to register its loss will be accepted by the Bank." ，藍綠色調；該幣於1980年4月1日發行，1995年1月1日停用。版刻年號為“1979”年。冠號為紅二字冠、六號碼。票幅尺寸為152 × 58 公釐(5.98 × 2.28 吋)。         |
| 5元   |      | 正面為黃山風景圖和中文「中國銀行外匯兌換券」的字樣及金額，棕紅色調；背面為英文「BANK OF CHINA FOREIGN EXCHANGE CERTIFICATE」、中文「本券的元與人民幣等值。本券只限在中國境內指定範圍使用，不得掛失」和英文 "The yuan expressed in this certificate is equivalent in value to the Renminbi yuan. This certificate can only be used within China at designated place. No request to register its loss will be accepted by the Bank." ，棕紅色調；該幣於1980年4月1日發行，1995年1月1日停用。版刻年號為“1979”年。冠號為紅二字冠、六號碼。票幅尺寸為158 × 62 公釐(6.22 × 2.44 吋)。             |
| 10元  |      | 正面為長江巫峽圖和中文「中國銀行外匯兌換券」的字樣及金額，深藍綠調；背背面為英文「BANK OF CHINA FOREIGN EXCHANGE CERTIFICATE」、中文「本券的元與人民幣等值。本券只限在中國境內指定範圍使用，不得掛失」和英文 "The yuan expressed in this certificate is equivalent in value to the Renminbi yuan. This certificate can only be used within China at designated place. No request to register its loss will be accepted by the Bank." ，深藍綠調；該幣於1980年4月1日發行，1995年1月1日停用。版刻年號為“1979”年。冠號為紅二字冠、六號碼。票幅尺寸為164 × 66 公釐(6.46 × 2.6 吋)。            |
| 50元  |      | 正面為桂林象鼻山和中文「中國銀行外匯兌換券」的字樣及金額，棗紫紅色調；背面為英文「BANK OF CHINA FOREIGN EXCHANGE CERTIFICATE」、中文「本券的元與人民幣等值。本券只限在中國境內指定範圍使用，不得掛失」和英文 "The yuan expressed in this certificate is equivalent in value to the Renminbi yuan. This certificate can only be used within China at designated place. No request to register its loss will be accepted by the Bank." ，棗紫紅色調；該幣於1980年4月1日發行，1995年1月1日停用。版刻年號為“1979”年。冠號為紅二字冠、六號碼。票幅尺寸為164 × 66 公釐(6.46 × 2.6 吋)。          |
| 50元  |      | 正面為桂林灕江山水圖和中文「中國銀行外匯兌換券」的字樣及金額，紅棕深綠色調；背面為英文「BANK OF CHINA FOREIGN EXCHANGE CERTIFICATE」、中文「本券的元與人民幣等值。本券只限在中國境內指定範圍使用，不得掛失」和英文 "The yuan expressed in this certificate is equivalent in value to the Renminbi yuan. This certificate can only be used within China at designated place. No request to register its loss will be accepted by the Bank." ，紅棕深綠色調；該幣於1990年4月1日發行，1995年1月1日停用。版刻年號為“1988”年。冠號為紅二字冠、八號碼。票幅尺寸為170 × 70 公釐(6.69 × 2.76 吋)。 |
| 100元 |      | 正面為万里长城圖和中文「中國銀行外匯兌換券」的字樣及金額，黑藍、紫綠色調；背面為英文「BANK OF CHINA FOREIGN EXCHANGE CERTIFICATE」、中文「本券的元與人民幣等值。本券只限在中國境內指定範圍使用，不得掛失」和英文 "The yuan expressed in this certificate is equivalent in value to the Renminbi yuan. This certificate can only be used within China at designated place. No request to register its loss will be accepted by the Bank." ，黑藍、紫綠色調；該幣於1980年4月1日發行，1995年1月1日停用。版刻年號為“1979”年。冠號為紅二字冠、六號碼。票幅尺寸為170 × 70 公釐(6.69 × 2.76 吋)。 |
| 100元 |      | 正面為万里长城圖和中文「中國銀行外匯兌換券」的字樣及金額，墨綠色調；背面為英文「BANK OF CHINA FOREIGN EXCHANGE CERTIFICATE」、中文「本券的元與人民幣等值。本券只限在中國境內指定範圍使用，不得掛失」和英文 "The yuan expressed in this certificate is equivalent in value to the Renminbi yuan. This certificate can only be used within China at designated place. No request to register its loss will be accepted by the Bank." ，墨綠色調；該幣於1990年4月1日發行，1995年1月1日停用。版刻年號為“1988”年。冠號為紅二字冠、八號碼。票幅尺寸為170 × 70 公釐(6.69 × 2.76 吋)。             |